# 삼성카드고객서비스
삼성카드고객서비스 주식회사는 삼성카드의 자회사이다. 2013년 12월 13일 설립되었다.

## CRM센터
고객서비스 운영 효율화와 전문성 제고 및 텔레마케터 고용 안정성 등을 목적으로 삼성카드주식회사 직원 중 20% 정도 600~700명 정도가 전직과 동시에 기존에 계약직 형태로 채용되어 있던 텔레 마케터(전화 상담원) 다수를 정규직으로 전환하여 고객관계관리(CRM)를 전문화하기 위해 2013년 12월 13일 삼성카드에서 분사하여 삼성카드 자회사의 형태로 삼성카드고객서비스로 설립되었다.
상대적으로 대다수 카드사가 도급업체에게 위탁하여 고객센터를 운영하는 데 비해 삼성카드는 고객관계관리(CRM) 전문성 제고 및 서비스경영 전문화를 목적으로 분사하여 고객센터를 운영한다.
국내 신용카드 회사 기준 유일하게 텔레마케터를 아웃소싱이나 계약직 형태로 근무시키지 않고 계약직 형태로 채용하지만 정규직 기회를 1, 2년차에 부여하여 정규직 형태로 근무, 운영한다. 직원들에게는 삼성그룹 임직원으로서 근무하게 된다.
1천만명 이상의 삼성카드 고객들의 카드 발급, 분실/파손 재발급, 금융 서비스, 리볼빙, 생활편의 서비스 외에도 근무 차월 수가 높아질수록 세이브, 제로할부, 대명 연계 프로모션, 화물복지, 리텐션 업무 등을 관할한다.
이외에도 약 60개 정도의 삼성 관계사 임직원 복리후생 업무를 관장하고 있다.

## 연혁 및 수상
- 2013년 12월 13일 - 회사 설립
- 18.12 - 여성가족부 가족친화 우수기업 선정(15년 ~)
- 지식경제부 「한국서비스품질 우수기업(ESQ)」 인증 획득
- 금융감독원  「민원발생평가」 6년 연속 1등급(우수) 선정
- 금융감독원 「소비자보호 우수마크」취득
- 한국능률협회컨설팅 「고객이 가장 추천하는 기업(KNPS)」 1위
- 한국표준협회 「한국서비스품질지수(KS-SQI)」 6년 연속 1위
- 한국서비스경영학회 한국최우수서비스기업(KTS) Top 10 기업 선정
- 「대한민국 인터넷 소통대상」 2년 연속 신용카드부문 대상 수상
- 한국능률협회컨설팅 「한국산업의 고객만족도(KCSI)」 8년 연속 1위
- 한국능률협회컨설팅 「고객만족경영대상」 명예의 전당 헌액
- 한국능률협회컨설팅 「한국의 우수 콜센타(KSQI)」 12년 연속 수상
- 한국생산성본부 「국가고객만족도(NCSI)」 7년 연속 1위 수상
- 한국능률협회컨설팅 「한국산업의 고객만족도(KCSI)」 5년 연속 1위